# Evelin Jahl
Evelin Jahl (născută Schlaak; n. 28 martie 1956, Annaberg-Buchholz, Saxonia, Germania) este o atletă ce a reprezentat Republica Democrată Germană, medaliată olimpică. A participat la 2 ediții ale Jocurilor Olimpice (1976, 1980) în care a câștigat două medalii de aur în proba aruncarea discului.

## Palmares
| An   | Competiție                      | Locație                      | Loc | Note    |
| ---- | ------------------------------- | ---------------------------- | --- | ------- |
| 1973 | Campionatul European de Juniori | Duisburg, Germania de Vest   | 1   | 60,00 m |
| 1976 | Jocurile Olimpice               | Montréal, Canada             | 1   | 69,00 m |
| 1978 | Campionatul European            | Praga, Cehoslovacia          | 1   | 66,98 m |
| 1979 | Cupa Europei                    | Torino, Italia               | 1   | 68,92 m |
| 1979 | Cupa Mondială                   | Düsseldorf, Germania de Vest | 1   | 65,18 m |
| 1979 | Universiada                     | Ciudad de México, Mexic      | 2   | 63,00 m |
| 1980 | Jocurile Olimpice               | Moscova, Uniunea Sovietică   | 1   | 69,96 m |
| 1981 | Cupa Europei                    | Zagreb, Iugoslavia           | 3   | 67,32 m |
| 1981 | Cupa Mondială                   | Roma, Italia                 | 1   | 66,70 m |